# Zonsverduistering van 22 november 1984

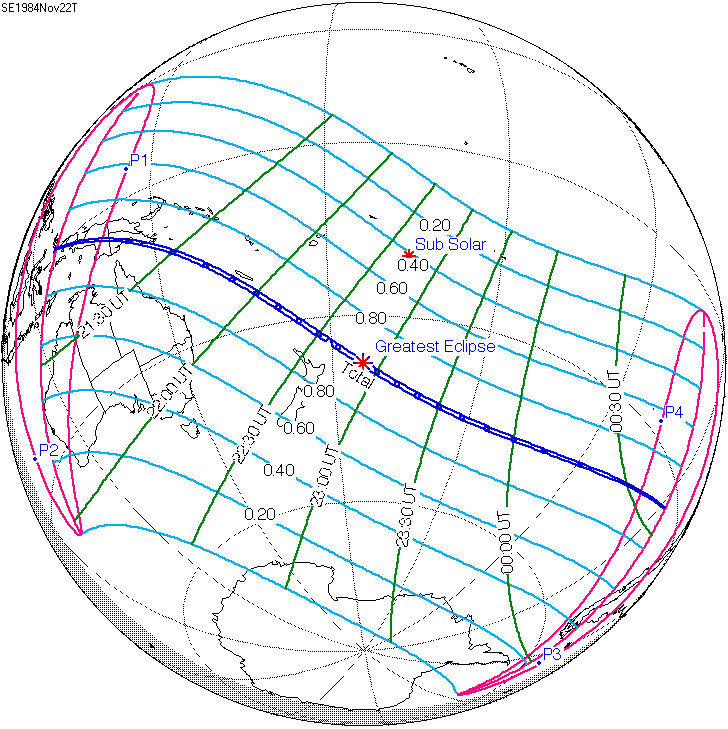
De zonsverduistering was te zien tussen de blauwe lijnen.

De totale zonsverduistering van 22 november 1984 trok veel over zee, maar was achtereenvolgens te zien in Indonesië en Papoea-Nieuw-Guinea.

## Lengte

### Maximum
Het punt met maximale totaliteit lag op zee ver van enig land op coördinatenpunt 37.7806° Zuid / 173.6398° West en duurde 1m59,5s.

### Limieten
| Fenomeen                    | Code | Tijdstip UTC |
| --------------------------- | ---- | ------------ |
| Eerste contact bijschaduw   | P1   | 20:13:26.3   |
| Eerste contact kernschaduw  | U1   | 21:12:41.3   |
| Kernschaduw compleet vanaf  | U2   | 21:13:08.7   |
| Bijschaduw compleet vanaf   | P2   | 22:18:26.8   |
| Maximum eclips              | GE   | 22:53:23.7   |
| Bijschaduw compleet t/m     | P3   | 23:28:04.6   |
| Kernschaduw compleet t/m    | U3   | 00:33:34.5   |
| Laatste contact kernschaduw | U4   | 00:33:57.5   |
| Laatste contact bijschaduw  | P4   | 01:33:21.3   |